# John Gowans

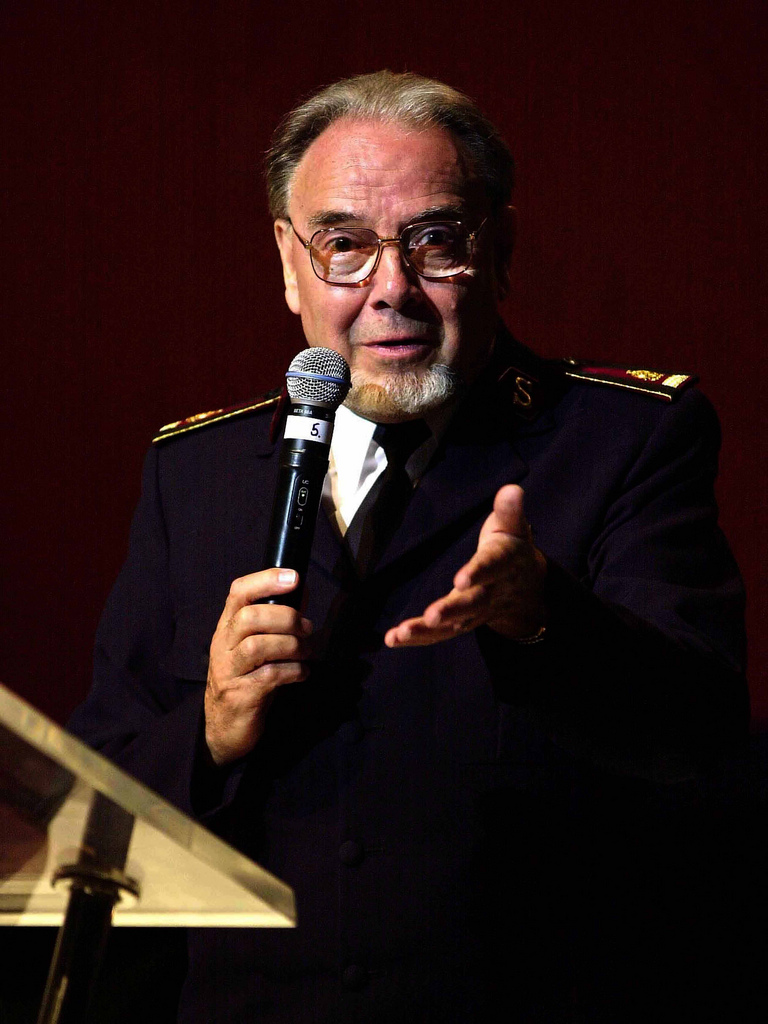
John Gowans, 1999

John Gowans (* 13. November 1934 in Blantyre; † 8. Dezember 2012 in London) war von 1999 bis 2002 der 16. General der Heilsarmee. Er ist außerdem für viele Lieder und Musicals bekannt, die er zusammen mit seinem direkten Nachfolger General John Larsson geschrieben und komponiert hat.

## Kindheit
John Gowans wurde in Blantyre in der Grafschaft South Lanarkshire (Schottland) am 13. November 1934 als drittes von fünf Kindern geboren. Seine Eltern waren ebenfalls Offiziere der Heilsarmee.
Im Alter von 18 Jahren übernahm er den Wehrdienst mit dem Plan, sich dabei für den Beruf als Lehrer vorzubereiten. Schließlich beschloss er, der British Army beizutreten. Seine erste Wahl war dabei das Army Catering Corps. Allerdings empfahl ihn die Armee für das Royal Army Educational Corps. Zwei Jahre seiner Dienstzeit verbrachte er in Deutschland.

## Arbeit in der Heilsarmee
1954 begann Gowans seine Ausbildung am International Training College der Heilsarmee in London. Dort lerne er seine spätere Frau Gisèle Bonhotal kennen, eine Französin, deren Eltern ebenfalls Offiziere der Heilsarmee waren. Das Paar heiratete 1957 in Paris und hat zwei Söhne, John-Marc und Christophe.
Ab 1967 begann Gowans zusammen mit John Larsson mit seiner Tätigkeit als Schriftsteller von zehn Musicals.
Außerdem schrieb er drei Bücher mit Gebeten und Gedichten unter dem Titel O Lord! und einer Autobiographie There’s a Boy Here.
Im Zeitraum von 16 Jahren waren Gowans und seine Frau in verschiedenen Heilsarmee-Gemeinden (Korps) im britischen Territorium eingesetzt. Anschließend war er Nationaler Verwaltungssekretär.
Nach der Zeit als Leiter der Division Manchester (Großbritannien) wurde Gowans zum Oberstleutnant befördert. Damit verbunden wurde er zum stellvertretenden Landesleiter (Chefsekretär) der Heilsarmee in Frankreich ernannt.
Es folgten Aufgaben als Bereichsleiter für Programmentwicklung für den Bereich USA West (Los Angeles) und als Divisionsoffizier der Division Süd-Californien.
1986 kehrte das Paar als Landesleiter nach Frankreich zurück. Sieben Jahre später wurden sie Leiter des Territoriums Australien-Ost und Papua-Neuguinea.
1997 wurde John Gowans zum Kommandeur befördert und man übertrug ihm die Verantwortung des Territoriums des Vereinigten Königreichs und der Republik Irland.
Am 15. Mai 1999 wählte der Hohe Rat der Heilsarmee John Gowans zum 16. General der Heilsarmee. Er trat am 23. Juli 1999 sein Amt an. Seine Frau, Kommandeurin Gisèle Gowans wurde damit Weltpräsidentin der Heilsarmee-Frauenorganisationen.
Nach seinem Eintritt in den Ruhestand im Jahr 2002 wurde sein früherer musikalischer Partner John Larsson sein Nachfolger als internationaler Leiter der Heilsarmee.

## Musicals
- Take-Over Bid (1967)
- Hosea (1969)
- Jesus Folk (1972)
- Spirit (1973)
- Glory (1975)
- White Rose (1977)
- The Blood of the Lamb (1978)
- Son of Man (1982)
- Man Mark II (1985)
- The Meeting (1990)

## Tod
John Gowans starb am 8. Dezember 2012. Die Trauerfeier fand am 14. Dezember 2012 in der Aula des William Booth College in Denmark Hill (London) statt.